# My Number One
My Number One – singel greckiej piosenkarki Eleny Paparizou wydany w 2005 roku i umieszczony na pierwszej europejskiej płycie studyjnej artystki pod tym samym tytułem. Utwór został napisany przez Christosa Dantisa i Natalię Germanu.
W 2005 roku kompozycja wygrała 50. Konkurs Piosenki Eurowizji, organizowany w Kijowie.
Singiel zadebiutował na pierwszym miejscu listy przebojów w Grecji i tydzień po premierze uzyskał status złotej płyty. Piosenka trafiła też na pierwsze miejsce listy przebojów w Szwecji, gdzie zdobyła status złotej płyty za sprzedaż w ponad 30 tys. sztukach.
W sierpniu 2006 roku singel „My Number One” został wydany jako maxi singel w Stanach Zjednoczonych przez wytwórnię Moda Records.

## Historia utworu

### Teledysk
W marcu ukazał się oficjalny teledysk do piosenki, który premierowo zaprezentowano podczas programu Euromania. Reżyserem klipu nagranego w Muzeum Nauki i Technologii w Salonikachz został Kostas Kapetanidis, zaś choreografem – Fokas Evangelinos.

### Występy na żywo: Konkurs Piosenki Eurowizji
2 marca utwór wygrał finał krajowych eliminacji, w którym wybierana była propozycja dla, wybranej wewnętrznie przez greckiego nadawcę Ellinikí Radiofonía Tileórasi (ERT), Eleny Paparizou. Piosenka zdobyła łącznie 66,47% głosów od telewidzów i komisji jurorskiej, dzięki czemu została wybrana na propozycję reprezentującą Grecję w 50. Konkursie Piosenki Eurowizji organizowany w Kijowie.
W ramach promocji utworu Paparizou wyruszyła w europejską trasę koncertową, obejmującą występy m.in. w Niemczech i Malcie. Przed finałem piosenka była typowana przez dziennikarzy jako główny faworyt do wygrania konkursu. Dzięki zajęciu miejsca w pierwszej dwunastce przez Sakisa Ruwasa podczas konkursu w 2004 roku, reprezentantka nie musiała brać udziału w półfinale i miała gwarantowane miejsce w finale, 21 maja piosenka została zaprezentowana w finale i zajęła pierwsze miejsce po zdobyciu największej liczby 230 punktów, w tym m.in. maksymalnych not 12 punktów z Węgier, Wielkiej Brytanii, Turcji, Albanii, Cypru, Serbii i Czarnogóry, Szwecji, Niemiec, Belgii i Bułgarii. Podczas występu wokalistce towarzyszyli tancerze, w tym m.in. Aleksandros Panayi i Dodoris Panas. 
W 2005 roku utwór został zaprezentowany podczas specjalnego koncertu jubileuszowego Gratulacje: 50 lat Konkursu Piosenki Eurowizji, w trakcie którego brał udział w głosowaniu na najlepszy utwór w całej historii widowiska. Propozycja zajęła ostatecznie 4. miejsce.

## Lista utworów
Singel CD
1. „My Number One” (Josh Harris Radio Mix) – 3:38
2. „My Number One” (Norty Cotto's My Radio Lover Mix) – 3:29
3. „My Number One” (Original Radio) – 2:55
4. „My Number One” (Georgie's #1 Radio Anthem Mix) – 3:18
5. „My Number One” (Mike Cruz Radio Mix) – 4:03
6. „My Number One” (Chris Panaghi Radio Mix) – 3:35
7. „My Number One” (Valentino's Radio Epic Mix) – 3:02
8. „My Number One” (Josh Harris Vocal Club Mix) – 6:53
9. „My Number One” (Norty Cotto's My Clubber Lover Mix) – 6:57
10. „My Number One” (Georgie's #1 Anthem Mix) – 7:00
11. „My Number One” (Mike Cruz Vox Mix) – 9:44

## Pozycje na listach przebojów
| Kraj       | Lista (2005)                    | Najwyższe miejsce |
| ---------- | ------------------------------- | ----------------- |
| Grecja     | Greece Top 20                   | 1                 |
| Szwecja    | Singles Top 60                  | 1                 |
| –          | Top40-Charts.com Web Top 100    | 1                 |
| –          | Top40-Charts.com Internet Sales | 27                |
| –          | Scandinavian Dance Chart        | 14                |
| Rumunia    | Romanian Airplay Chart          | 4                 |
| Holandia   | Dutch Top 40                    | 7                 |
| Holandia   | Single Top 100                  | 24                |
| Węgry      | Singles Top 10                  | 9                 |
| Belgia     | Singles Top 50                  | 10                |
| Szwajcaria | Swiss Singles Chart             | 15                |
| Europa     | Eurochart Hot 100 Singles       | 17                |
| Dania      | Danish Singles Chart            | 19                |
| Rosja      | Russian Airplay Chart           | 19                |
| Estonia    | Estonian Airplay Chart          | 27                |
| Dania      | German Singles Chart            | 37                |
| Austria    | Singles Top 75                  | 44                |

| Kraj              | Lista (2006)                      | Najlepsza pozycja |
| ----------------- | --------------------------------- | ----------------- |
| Stany Zjednoczone | Billboard Hot Dance Club Play     | 8                 |
| Stany Zjednoczone | Billboard Hot Dance Singles Sales | 25                |
| Brazylia          | Brazilian Dance Charts            | 11                |
| Świat             | World Dance/Trance Top 30 Singles | 22                |

## Europejska historia wydania
| Kraj       | Data wydania   | Wytwórnia     | Format                      |
| ---------- | -------------- | ------------- | --------------------------- |
| Szwecja    | 4 maja 2005    | Bonnier Music | singel CD, digital download |
| Finlandia  | 4 maja 2005    | Bonnier Music | singel CD, digital download |
| Dania      | 30 maja 2005   | Bonnier Music | singel CD, digital download |
| Norwegia   | 30 maja 2005   | Bonnier Music | singel CD, digital download |
| Niemcy     | 30 maja 2005   | Sony BMG      | singel CD, digital download |
| Austria    | 30 maja 2005   | Sony BMG      | singel CD, digital download |
| Holandia   | 6 czerwca 2005 | Sony BMG      | singel CD                   |
| Belgia     | 6 czerwca 2005 | Sony BMG      | singel CD                   |
| Portugalia | 7 czerwca 2005 | Sony BMG      | singel CD                   |
| Włochy     | 1 lipca 2005   | Sony BMG      | CD single, digital download |